# Jardín Botánico Tunduru
El Jardín Botánico Tunduru (en portugués: Jardim Botânico Tunduru) es un jardín botánico que se encuentra en Maputo, Mozambique. Es miembro del SABONET, presentando trabajos para la Agenda Internacional para la Conservación en los Jardines Botánicos, su código de identificación internacional como institución botánica es TMA.

## Localización
Se encuentra detrás de la «Casa de Ferro» 
Jardim Botânico Tunduru, P.O. Box 251 Maputo, Mozambique.

## Historia
Este jardín botánico fue creado en 1885 por el jardinero inglés Thomas Honney, para proporcionar una sombra refrescante en los tórridos atardeceres. 
El jardinero Honney diseñó unos jardines similares a este para el sultán de Turquía y para el rey de Grecia. 
En la entrada del jardín botánico se encuentra situada una estatua del primer presidente de Mozambique, Samora Machel.

## Colecciones

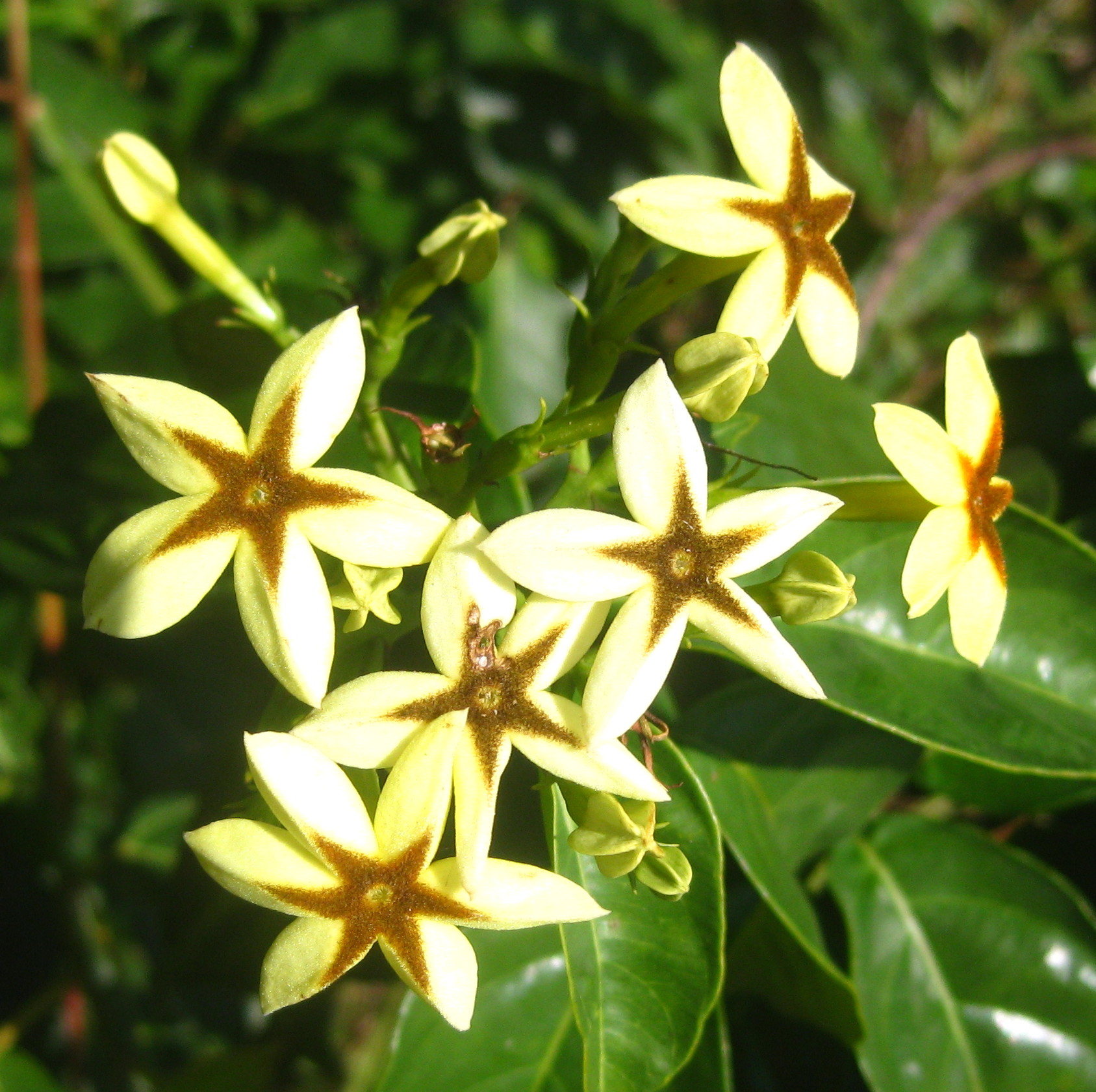
Mussaenda arcuata planta de la flora de Mozambique.

En sus colecciones se encuentran representadas 41 familias, son de destacar:
- Cycadaceae,
- Palmae,
- Araceae,
- Araliaceae,
- Colección de plantas herbáceas
- Colección de plantas suculentas.

En colaboración con la universidad INIA de Maputo están realizando trabajos de conservación y recuperación de las plantas Raphia australis, Encephalartos ferox, Encephalartos lebomboensis, y Warburgia salutaris